# トーマス・エヴェンソン
トーマス・エヴェンソン（Thomas "Tom" Evenson、1910年1月9日 - 1997年11月28日）は、イギリスの陸上競技選手である。1932年に開催されたロサンゼルスオリンピックの3000メートル障害で銀メダルを獲得した。

## 経歴
当初はクロスカントリーの選手として出発し、1930年には国際大会で優勝した。その後1936年まで出場を続け、1932年には2回目の優勝を果たしている。イギリス国内の大会でも、1933年に優勝した。
トラック競技の選手としても活躍し、AAA（en:Amateur Athletic Association of England）主催の3000メートル障害走で1931年、1932年、1936年の3回優勝している。エヴェンソンはロサンゼルスオリンピックと次の1936年ベルリンオリンピックの2回連続で、イギリス代表としてオリンピックの男子3000メートル障害走に出場した。
ロサンゼルスオリンピックの3000メートル障害走は、8つの国から15人の選手が出場して8月1日（予選）、8月2日（決勝）の日程で実施された。選手たちは2つの組に分けられて予選を戦い、上位の5選手が決勝に進むことになっていた。エヴェンソンは予選1組で、生涯の自己最高記録でしかも当時のオリンピック記録を上回る9分18秒8の記録で1位となって、決勝に進出した。
翌日の決勝では、レースの周回を数える役員が十種競技の棒高跳の方に気を取られて、残り1周の鐘を鳴らすのを忘れてしまうという事態が起こった。そのため、選手たちは本来の距離より450メートル多い3450メートルを走らされる羽目になった。エヴェンソンは優勝したフィンランド代表のボルマリ・イソ＝ホロに13秒近い大差をつけられて2位となり、銀メダルを獲得した。　
ベルリンオリンピックの3000メートル障害には28人の選手が出場した。選手たちは3つの組に分かれて予選を戦い、各組上位4名が決勝に進むことになっていた。エヴェンソンは予選1組で自己の記録に遠く及ばない9分41秒2で5位に留まり、決勝進出を逃している。
その他の主要な競技会では、イングランドの代表として出場した1930年の第1回ブリティッシュ・エンパイア・ゲームズの6マイル走で銅メダル、3マイル走で5位、4年後に開催された第2回ブリティッシュ・エンパイア・ゲームズの2マイル障害走で銀メダルを獲得した実績を持っている。1997年に死去。